# Cyathea impar
Cyathea impar är en ormbunkeart som beskrevs av R. M. Tryon. Cyathea impar ingår i släktet Cyathea och familjen Cyatheaceae. Inga underarter finns listade.